# Türkü

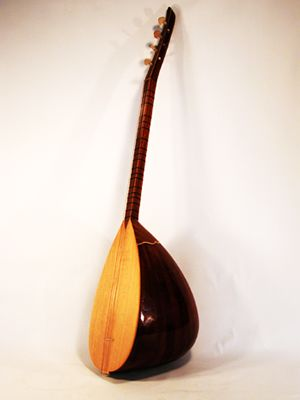
Il saz, lo strumento con cui viene suonato un türkü.

Il türkü è il genere musicale più popolare presente in Turchia. Viene suonato con il popolarissimo strumento turco, il saz. Ci sono due categorie di türkü, quello cantato e quello solo suonato: è abbastanza presente anche il bağlama.

## Il genere
La caratteristica principale di un türkü è il suo contenuto: una sorta di poesia cantata. Una volta i türkü venivano tramandati dagli Asiklar, e i testi venivano quindi "conservati" da loro.
Gli argomenti dei türkü toccano principalmente tematiche quali l'amore e la vita.
Il genere è da tantissimo tempo presente in Turchia, essendo nato in quel paese.

## Il türkü oggi
Il türkü è leggermente cambiato. Una volta il türkü vero e proprio era accompagnato solo dal saz oggi viene comunemente suonato con molti altri strumenti. In Turchia il türkü viene spesso usato per cantare musiche di protesta.
Spesso il saz viene accompagnato con altri strumenti, il che fornisce un suono ancora più piacevole.

## Artisti türkü
Tra i maggiori artisti del türkü, sono da ricordare:
- Pir Sultan Abdal (ca. 1480–1550)
- Belkis Akkale (1954-)
- Neşet Ertaş (1938-2012)
- Picoğlu Osman (1901-1946)
- Mahsuni Şerif (1940-2002)
- Nida Tüfekçi (1929-1993)
- Aşık Veysel (1894-1973)
- Nuray Hafiftaş (1964-)
- İzzet Altınmeşe (1945-)